# Шарда (приток Ваеньги)
Шарда — река в Виноградовском районе Архангельской области, правый приток Ваеньги.
Длина реки составляет 25 км. Исток — озеро Шардозеро (20 км к северо-северо-востоку от Усть-Ваеньги). Течёт по заболоченным лесам на юго-восток. Устье реки находится в 85 км по правому берегу Ваеньги.

## Данные водного реестра
По данным государственного водного реестра России относится к Двинско-Печорскому бассейновому округу, водохозяйственный участок реки — Северная Двина от впадения реки Вага и до устья, без реки Пинега, речной подбассейн реки — Северная Двина ниже места слияния Вычегды и Малой Северной Двины. Речной бассейн реки — Северная Двина.
Код объекта в государственном водном реестре — 03020300412103000032969.